# Nocolot wielki
Nocolot wielki (Nyctibius grandis) – gatunek ptaka z rodziny nocolotów (Nyctibiidae), występujący w Ameryce Centralnej i tropikalnej części Ameryki Południowej.

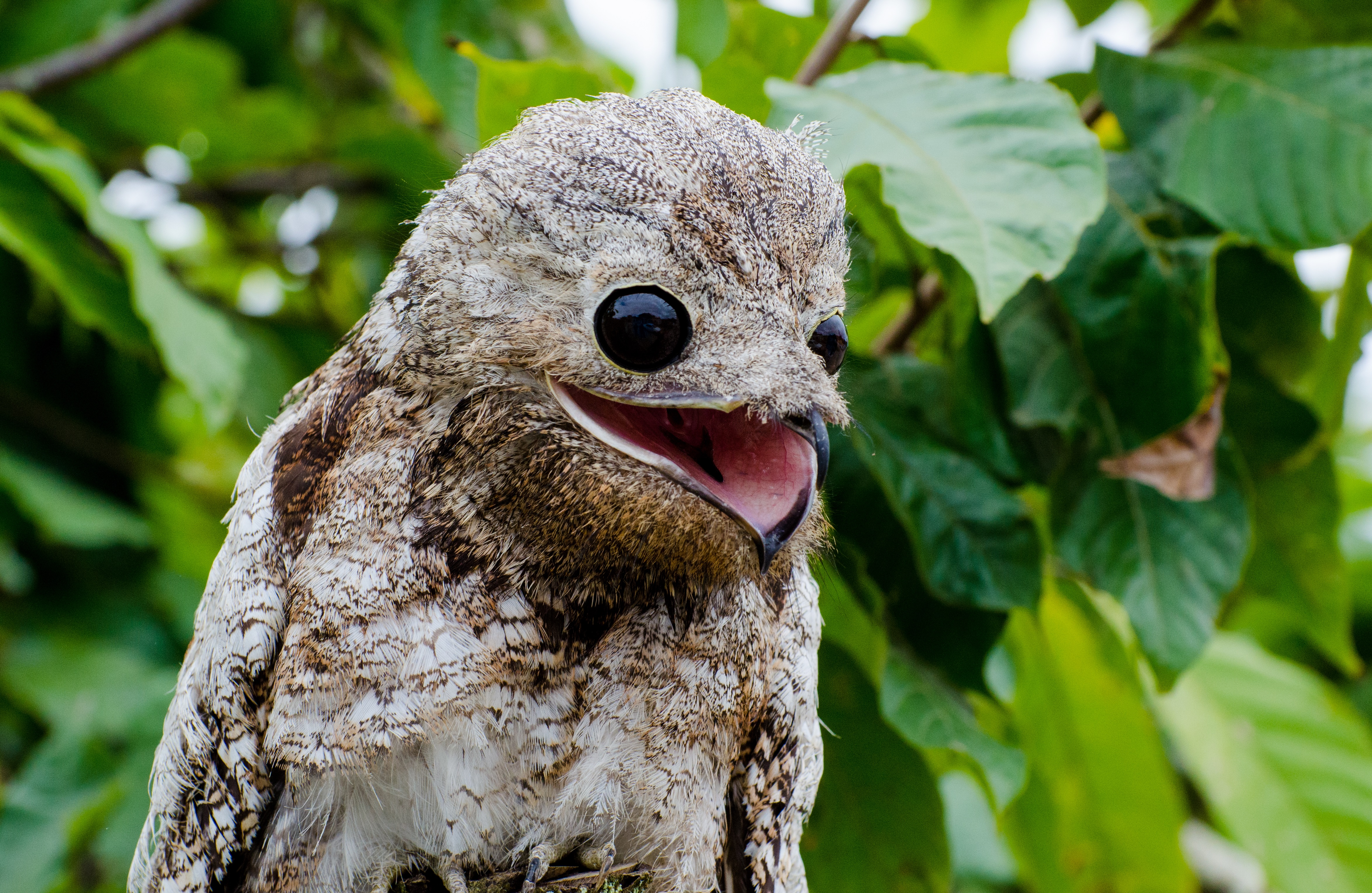
Nocolot wielki z rozwartym dziobem

MorfologiaNajwiększy i najcięższy z nocolotów. Długość ciała 45–57 cm; masa ciała 360–620 g.
SystematykaMiędzynarodowy Komitet Ornitologiczny (IOC) uznaje nocolota wielkiego za gatunek monotypowy, część systematyków wyróżnia jednak dwa podgatunki:
- N. grandis guatemalensis Land & Schultz, 1963 – skrajnie południowy Meksyk, Gwatemala, być może także Honduras;
- N. grandis grandis (J.F. Gmelin, 1789) – od Nikaragui do północnej Ameryki Południowej, gdzie występuje głównie na wschód od Andów poprzez Amazonię do północnego Paragwaju, ponadto w południowo-wschodniej Brazylii.

StatusIUCN uznaje nocolota wielkiego za gatunek najmniejszej troski (LC, Least Concern) nieprzerwanie od 1988 roku. W 2019 roku organizacja Partners in Flight szacowała, że liczebność światowej populacji mieści się w przedziale 0,5–5,0 milionów osobników, a jej trend jest lekko spadkowy.